# Rodney Ward
Der Rodney Ward ist die nördlichste Verwaltungseinheit des Auckland Council in Neuseeland.

## Geographie
Der Rodney Ward umfasst eine Fläche von 2275 km² und reicht von der Westküste der Tasmansee über den südlichen Teil des Kaipara Harbour hinweg zur Ostküste bis etwas südlich des Mangawhai Harbour. Von dort geht die Begrenzung des Ward, die Kawau Island mit einschließend, die Küste hinunter bis kurz vor die kleine Stadt Orewa und dann den New Zealand State Highway 1 westseits entlang bis kurz vor Albany Heights. Von dort folgt die Grenzlinie in einer Wellenlinie wieder zurück zur Westküste und schließt den Muriwai Beach mit ein.

## Wirtschaftsdaten
Der flächenmäßig größte Ward des Auckland Council ist dünner besiedelt als die anderen Wards des Stadtgebildes und verfügt über eine Einwohnerzahl von 81.000, erhoben im Jahr 2023. Die 12.075 ansässigen Unternehmen beschäftigten im gleichen Jahr 23.595 Personen. Das Bruttosozialprodukt, in Neuseeland Gross Domestic Product (GDP) genannt, betrug im Jahr 2023 eine Summe von 2,887 Mrd. NZD, mit einem Wachstum gegenüber dem Vorjahr von 5,4 %. Neuseeland insgesamt hatte im gleichen Bemessungszeitraum ein Wachstum von 2,9 %. Die Bauindustrie hatte in der Zeit mit 13,8 % ihren größten Anteil am GDP, gefolgt vom herstellenden Gewerbe mit 11,5 %.

## Politische Führung des Rodney Ward
Die politische Führung des Auckland Council erfolgt durch den Mayor (Bürgermeister) und 20 Ward Councillors (Ward Stadträte) und in jedem der dreizehn Wards noch einmal durch eine unterschiedliche Anzahl von Mitglieder, die in Local Boards organisiert sind. Die derzeit 21 Local Boards haben insgesamt 149 Mitglieder. Während sich die Local Boards auf die Entscheidungsfindung und Führung auf kommunaler Ebene konzentrieren, befassen sich der Mayor mit den Councillors mit dem großen Ganzen der Stadt und mit den strategischen Entscheidungen für das gesamte Stadtgebiet des Auckland Council.
Für den Rodney Ward ist ein Councillor (Stadtrat) zuständig und auf lokaler Ebene 9 Local Board Mitglieder. Der Rodney Ward ist zudem administrativ noch in vier Subdivisions unterteilt, die da wären von Nord nach Süd und von West nach Ost gesehen: Wellsford Subdivision, Warkworth Subdivision, Kumeū Subdivision und Dairy Flat Subdivision.